# Lichtenberg/Erzgebirge
Lichtenberg/Erzgebirge (ufficialmente Lichtenberg/Erzgeb.) è un comune di 2.857 abitanti della Sassonia, in Germania.
Appartiene al circondario (Landkreis) della Sassonia centrale (targa FG) ed è parte della comunità amministrativa (Verwaltungsgemeinschaft) di Lichtenberg/Erzgeb..